# Alleghe
Alleghe is een gemeente in de Italiaanse provincie Belluno (regio Veneto) en telt 1386 inwoners (31-12-2004). De oppervlakte bedraagt 29,8 km², de bevolkingsdichtheid is 47 inwoners per km².
De volgende frazioni maken deel uit van de gemeente: Fontanive, Coldemies, Pradel, Pinié, Coi, Perencina, Col de Fontana, Fernazza, Scalon, Masarè, La Sala, Tos, Pian, Lagusel, Caprile.

## Demografie
Alleghe telt ongeveer 672 huishoudens. Het aantal inwoners daalde in de periode 1991-2001 met 4,9% volgens cijfers uit de tienjaarlijkse volkstellingen van ISTAT.
| Jaar | Inwoneraantal |
| ---- | ------------- |
| 1991 | 1480          |
| 2001 | 1408          |

## Geografie
De gemeente ligt op ongeveer 1000 m boven zeeniveau.
Alleghe grenst aan de volgende gemeenten: Colle Santa Lucia, Rocca Pietore, San Tomaso Agordino, Selva di Cadore, Taibon Agordino, Zoldo Alto.

## Externe link

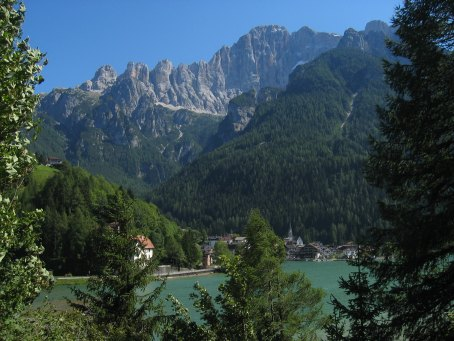
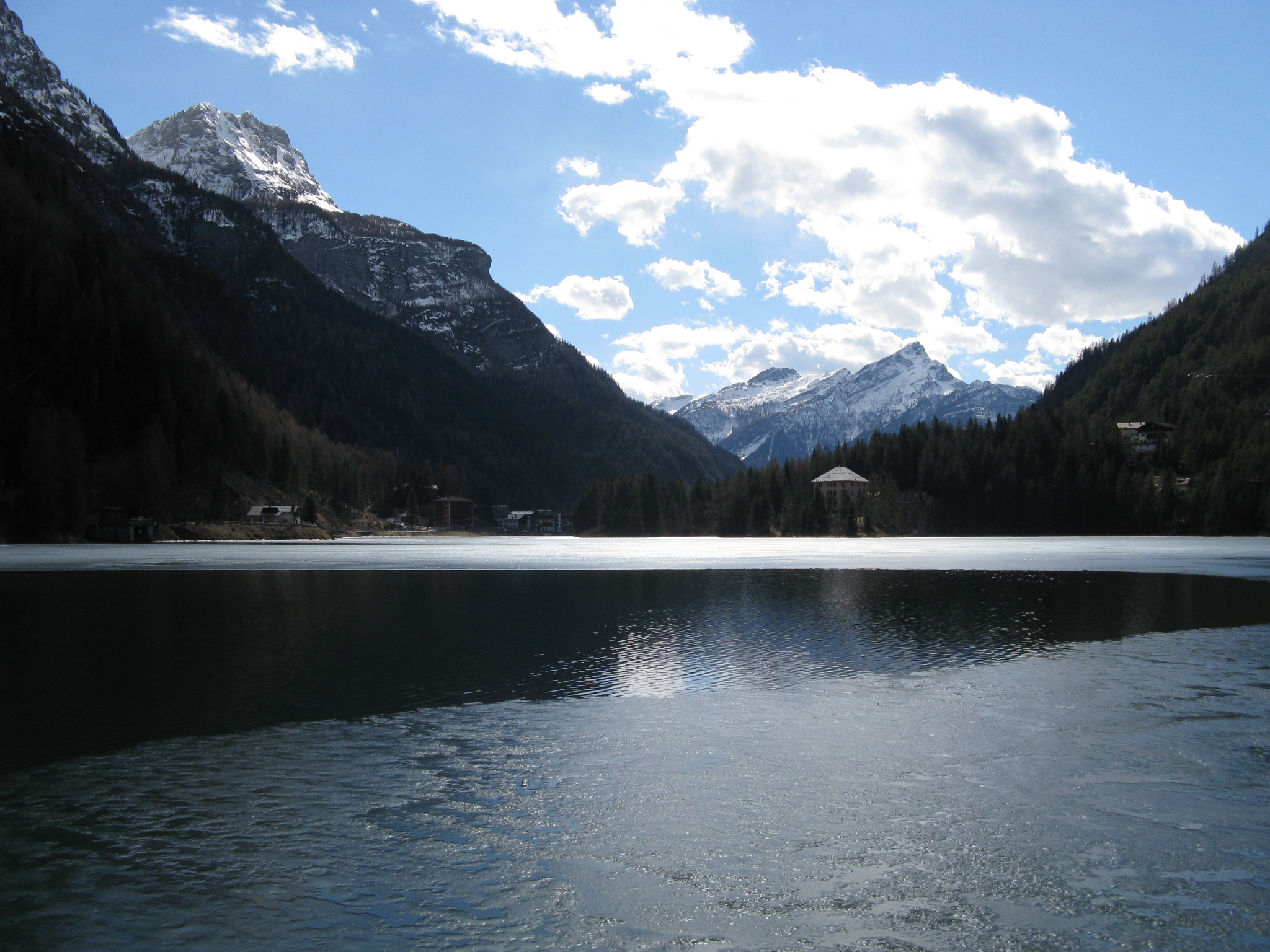
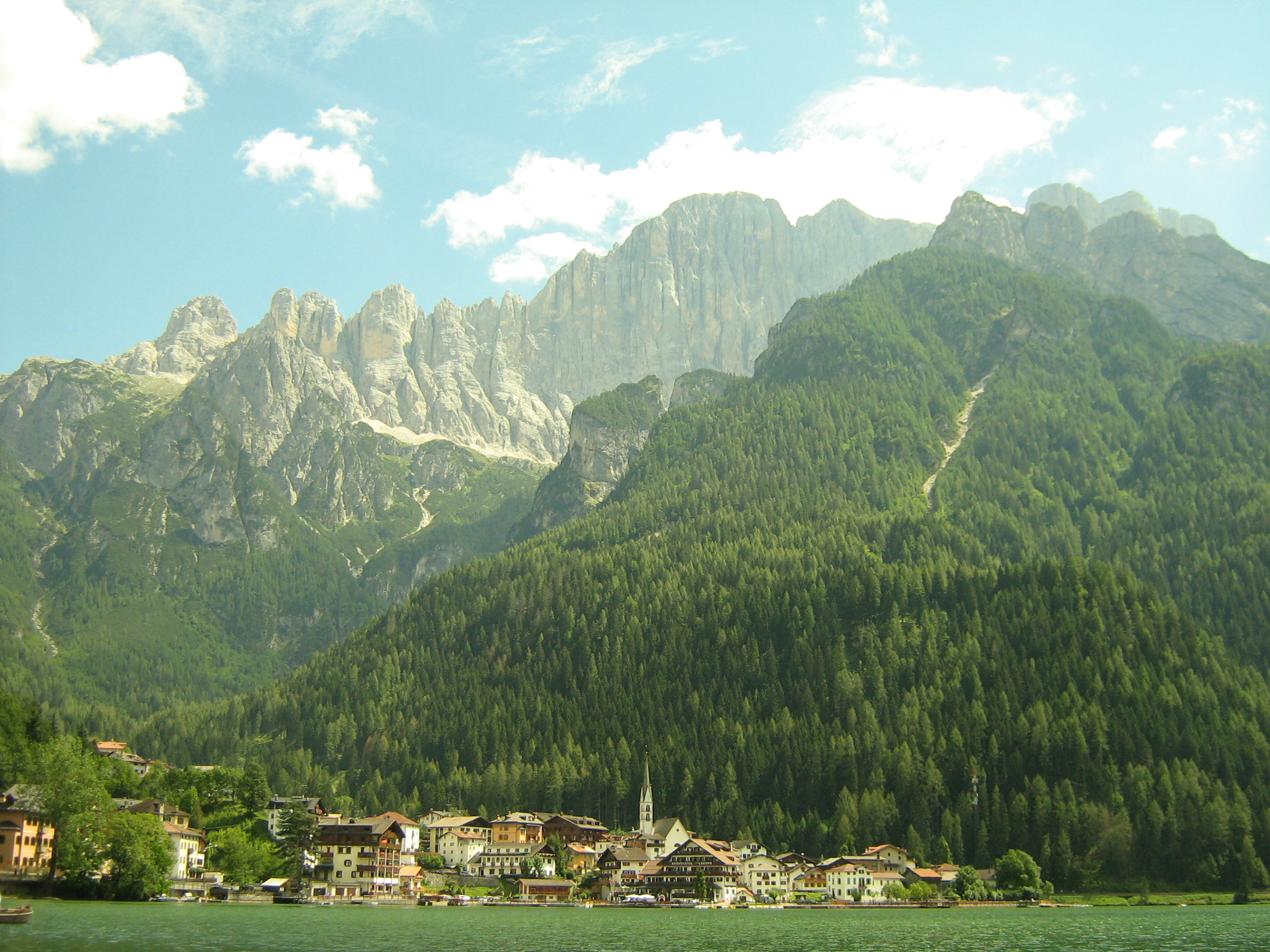
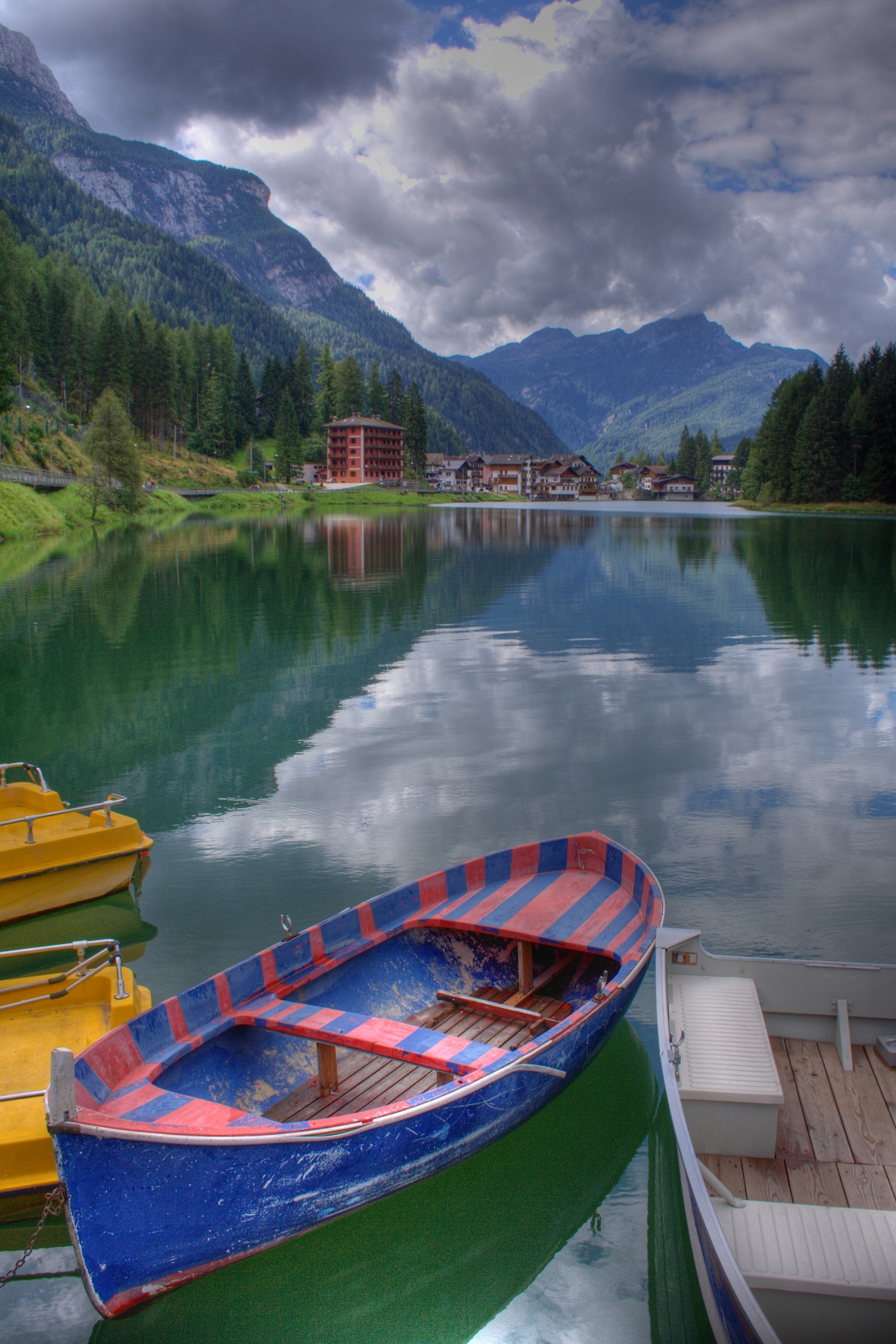
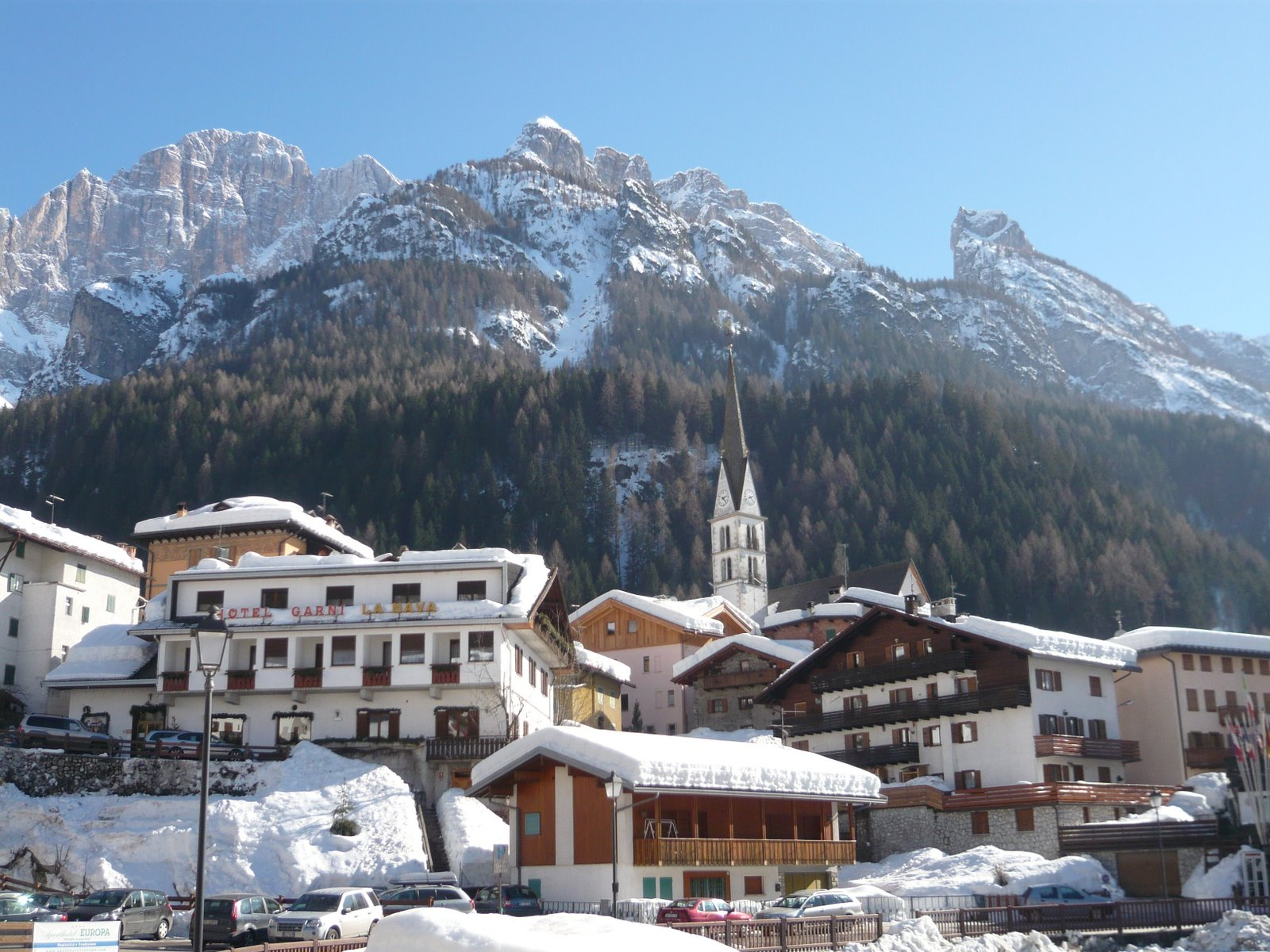